# North Brunswick Township
North Brunswick Township ist ein Township im Middlesex County des Bundesstaats New Jersey in den USA. Das U.S. Census Bureau hat bei der Volkszählung 2020 eine Einwohnerzahl von 43.905 ermittelt.

## Geographie
Nach den Angaben des United States Census Bureaus hat die Stadt eine Gesamtfläche von 31,8 km², wovon 30,5 km² Land und 1,3 km² (1,88 %) Wasser sind.

## Demographie
Nach der Volkszählung von 2000 gibt es 32.287 Menschen, 13.635 Haushalte und 9.367 Familien in der Stadt. Die Bevölkerungsdichte beträgt 1.165,6 Einwohner pro km2. 62,73 % der Bevölkerung sind Weiße, 15,27 % Afroamerikaner, 0,17 % amerikanische Ureinwohner, 14,20 % Asiaten, 0,03 % pazifische Insulaner, 4,70 % anderer Herkunft und 2,89 % Mischlinge. 10,40 % sind Latinos unterschiedlicher Abstammung.
Von den 13.635 Haushalten haben 33,3 % Kinder unter 18 Jahre. 53,4 % davon sind verheiratete, zusammenlebende Paare, 11,6 % sind alleinerziehende Mütter, 31,3 % sind keine Familien, 24,5 % bestehen aus Singlehaushalten und in 7,5 % Menschen sind älter als 65. Die Durchschnittshaushaltsgröße beträgt 2,58, die Durchschnittsfamiliegröße 3,12.
23,0 % der Bevölkerung sind unter 18 Jahre alt, 8,0 % zwischen 18 und 24, 36,5 % zwischen 25 und 44, 22,5 % zwischen 45 und 64, 10,0 % älter als 65. Das Durchschnittsalter beträgt 35 Jahre. Das Verhältnis Frauen zu Männer beträgt 100:98,7, für Menschen älter als 18 Jahre beträgt das Verhältnis 100:95,3.
Das jährliche Durchschnittseinkommen der Haushalte beträgt 61.325 USD, das Durchschnittseinkommen der Familien 70.812 USD. Männer haben ein Durchschnittseinkommen von 48.961 USD, Frauen 35.971 USD. Der Prokopfeinkommen der Stadt beträgt 28.431 USD. 4,7 % der Bevölkerung und 2,7 % der Familien leben unterhalb der Armutsgrenze, davon sind 4,0 % Kinder oder Jugendliche jünger als 18 Jahre und 8,5 % der Menschen sind älter als 65.